# Il naufrago del Pacifico
Il naufrago del Pacifico è un film del 1962 diretto da Jeff Musso e Amasi Damiani, tratto dal celebre romanzo Robinson Crusoe di Daniel Defoe.

## Trama
York, 1641: il giovane aristocratico Robinson Crusoe fugge di casa per rincorrere il sogno di salpare per le terre ignote della Guinea. Dieci anni dopo è a bordo della nave che mira all'isola; ma una forte tempesta li investe, causando l'affondamento della nave. Robinson si risveglia su un'isola deserta, dove trascorrerà due anni, sopravvivendo di caccia e di ciò che la natura offre. Un giorno, però, la vita si presenta sull'isola: sbarcano infatti degli indigeni cannibali, i quali si apprestano a praticare un rituale di morte. Una vittima sacrificale riesce però a fuggire, riuscendo a salvarsi grazie all'intervento di Robinson. Questi accoglie l'uomo nella sua dimora, chiamandolo Venerdì. Poco tempo dopo giunge sull'isola un vascello inglese guidato da marinai ammutinatisi, coi comandanti presi in ostaggio; con l'aiuto del suo fedele amico, Robinson libera i prigionieri, coi quali dopo aver riconquistato la nave fa ritorno nella sua cara Inghilterra.

## Produzione
Le riprese del film, originariamente intitolato Robinson Crusoe, iniziarono nel 1951 sotto la regia di Jeff Musso, ma il progetto rimase incompiuto. Un decennio dopo Amasi Damiani lo portò a termine con diversi interpreti differenti. Il film uscirà nelle sale soltanto nel 1962.

### Riprese
Gli esterni delle riprese di Musso vennero girati nelle isole di Hyères e nelle isole di Lerino, nella Costa Azzurra; Damiani completò il film a Cinecittà e a Guadalupa.